# Bornmuellera cappadocica
Bornmuellera cappadocica är en korsblommig växtart som först beskrevs av Carl Ludwig von Willdenow, och fick sitt nu gällande namn av James Cullen och Theodore `Ted' Robert Dudley. Bornmuellera cappadocica ingår i släktet Bornmuellera och familjen korsblommiga växter. Inga underarter finns listade i Catalogue of Life.